# 帰山栄治
帰山 栄治（かえりやま えいじ、1943年 - 2022年11月22日）は、日本の作曲家・編曲家。福井県大野市出身。
1962年に名古屋大学文学部に入学し、ギターマンドリンクラブに入部、後に同クラブ第6代指揮者。同期のコンサートマスターが榊原喜三である。作曲を中田直宏に師事。名古屋マンドリン合奏団の指揮者、いくつかの学生マンドリンクラブの指導、マンドリン及び合唱コンクールの審査員など。作曲作品は、マンドリン音楽のほか、ギター合奏曲、現代邦楽、室内楽、独奏曲、歌曲、合唱曲、劇音楽、舞踊音楽など百数十曲。マンドリン合奏への編曲作品も二百数十曲あり、特に、ロシア民族楽器オーケストラ曲の紹介に注目すべきものがある。
1981年名古屋市芸術奨励賞受賞。1984年及び1988年、名古屋マンドリン合奏団と共に団長兼指揮者としてソ連（当時）公演。同合奏団の1992年の中国公演と1996年のオーストラリア公演に音楽監督兼指揮者として参加。1997年から2004年までマンドリン合奏トレーニングのためのEnsemble ESCHUEを主宰・指導。2004年に「カエリヤマファイナルコンサート」を開催。晩年は故郷・大野市の原風景をテーマとした作曲を手掛けた。

## 主な作品
帰山の死後、著作権承継者と委託契約を結んだプレクトラム音楽研究会が、帰山の作編曲作品の楽譜の頒布を代行している。

### マンドリンオーケストラ
- マンドリンオーケストラの為の三楽章第一番〜第五番
- Ouverture Historique No. 1〜No. 7
- 協奏詩曲
- マンドリンオーケストラの為の「劫」